# 好きで好きでたまらない
『好きで好きでたまらない』（すきですきでたまらない）は、BLOWの2枚目のシングル。

## 内容
1枚目のアルバム『くちづけだけじゃ君に伝えられない』と同時発売された。ytv制作・日本テレビ系『所さんのお騒がせデス』エンディング・テーマ。

## 収録曲
作詞：沢村大和　作曲：野中則夫　編曲：鈴木英利
1. 好きで好きでたまらない
2. ただ君だけを愛してた
3. 好きで好きでたまらない (inst.)